# Louis Jordan
Pour les articles homonymes, voir Jordan.
Louis Jordan, né le 8 juillet 1908 à Brinkley (Arkansas) et mort le 4 février 1975 à Los Angeles (Californie), est un musicien américain de jazz, blues et rhythm and blues. Il a reçu le sobriquet de « roi du juke-box » du fait de sa grande popularité, qui a duré des années 1930 jusque vers les années 1950. Il a été un des premiers musiciens noirs à obtenir un grand succès auprès du public blanc des États-Unis.
Ses disques les plus connus sont probablement Caldonia (aussi émis sous le titre Caldonia Boogie) et Is You Is or Is You Ain't My Baby ? Il a influencé Chuck Berry, Little Richard, Bill Haley, Ray Charles, B. B. King et James Brown, entre autres.

## Biographie

### Débuts blagueur
Louis Jordan est né le 8 juillet à Brinkley, dans l'Arkansas. Son père, Jim Jordan, est musicien et joue dans le Tennessee. À partir de l'année 1918, Louis joue de temps en temps de la clarinette et du saxophone chez les Rabbit Foot Minstrels, parfois avec son père. Il est d'abord scolarisé au collège local, puis, vers 1925, entre à l'Arkansas Baptist College à Little Rock, avec les options musique et sport. Il pratique plusieurs instruments à anche, avec comme préférence le saxophone alto. Il arrête le collège en 1928. La même année, il est engagé chez les Imperial Serenaders, dirigé par Jimmy Pryor.
Lors de sa première vraie tournée à New York en 1929, il rencontre Chick Webb, et enregistre avec lui. Il rencontre aussi Hilton Jefferson ; puis il retourne à Little Rock. Il est engagé par Charlie Gaines à Philadelphie (où il s'installe) en 1932. C'est pour Louis Jordan le début de la notoriété. En décembre 1932, avec Charlie Gaines, il rencontre et accompagne Louis Armstrong dans le New Jersey, précisément à Camden. Deux années plus tard, il enregistre I Can't Dance, I Got Ants In My Pants avec Clarence Williams. En 1935, Louis Jordan rentre chez Leroy Smith et son orchestre. La musique qu'il joue alors est un peu différente de celle qu'il a l'habitude de jouer ; elle est plus « douce ».
En 1936, date importante, Louis Jordan obtient la carte du syndicat des musiciens new-yorkais. Grâce à cette carte, des perspectives musicales s'ouvrent à lui. Il rejoue avec Chick Webb, devenu entre-temps très populaire.

### Sur le devant de la scène
Louis Jordan rencontre Ella Fitzgerald (ayant joué avec Chick Webb au Savoy d'Harlem) à cette époque. Chick Webb, lui et elle se produisent à New York au Elks. Louis Jordan quitte l'orchestre de Chick Webb en 1938 et crée son propre groupe. Ce dernier est d'abord appelé Louis Jordan's Elks Rendez-vous Band, en référence à la salle où il jouait avant. Puis il renomme son groupe Louis Jordan and His Tympany Five. Sa maison de disques est Decca où il signe en 1938. Peu à peu, au cours des années suivantes, il devient lui et son orchestre, très célèbre.
De 1942 à 1950, il est une star et enregistre de nombreux tubes à succès. Il est surnommé « King of the Jukeboxes ». La raison de sa gloire provient de son style de musique : il mélange le blues, le jazz, le boogie-woogie, l'humour entre autres pour former un « bouillonnant » rhythm and blues. Parmi ses plus grands morceaux de l'époque, on retient essentiellement Caldonia (aussi connu sous le titre Caldonia Boogie), Is You Is or Is You Ain't My Baby ?, Let the Good Times Roll, Early In The Morning par exemple. Il a influencé un grand nombre de musiciens, et il est considéré comme le « grand-père du rock 'n' roll ». Il joue parfois accompagné par Louis Armstrong, Ella Fitzgerald, Bing Crosby, etc. Son succès est tel qu'en novembre 1946, il occupe simultanément les quatre premières places du classement R&B avec Choo Choo Ch'boogie, Ain't That Just Like A Woman, Stone Cold Dead In The Market et That Chick's Too Young To Fry. Durant ses années, il est l'un des seuls musiciens noirs (avec Nat King Cole) à percer dans les hit-parades blancs. Il apparaît aussi dans de nombreux films musicaux dont Beware! de Bud Pollard.
À partir des années 1950, commence pour lui une période de déclin.

### Fin de carrière
Au début des années 1950, Louis Jordan est sur une pente descendante, à la suite de problèmes personnels et de santé, auxquels s’ajoutent les changements de goût du public au profit du rock 'n' roll. Louis Jordan s'essaye au big band, ses principaux morceaux sont alors : Baby, It's Cold Outside, I'll Never Be Free, etc. En 1954, son contrat avec Decca expire et n'est pas renouvelé.
Au cours des années suivantes, malgré des concerts un peu partout dans le monde (Angleterre, France, Extrême-Orient), il ne rencontre plus le succès d'antan.
Il continue à enregistrer sporadiquement des disques pour divers labels (Aladdin, RCA, Mercury, Melodisc, etc.) jusqu'en 1974.
Après un premier infarctus en septembre 1974, Louis Jordan meurt à Los Angeles le 4 février 1975 d'une crise cardiaque.
Il est classé, avec Ray Charles, James Brown, Aretha Franklin et les Temptations, parmi les « cinq plus grands musiciens noirs du Rhythm and Blues ».
Louis Jordan est intronisé au Blues Hall of Fame de la Blues Foundation en 1983 et entre au Rock and Roll Hall of Fame en 1987 dans la catégorie Early Influence. Sa chanson Let the Good Times Roll est récompensée d'un Grammy Hall of Fame Award en 2009 et est intronisée au Blues Hall of Fame en 2013 dans la catégorie « enregistrement classique de Blues ».
En 1990, une comédie musicale  jouée à Londres et à Broadway, Five Guys Named Moe, est basée sur ses chansons. En 1999, le bluesman B. B. King consacre un album hommage à l'idole de sa jeunesse, Let The Good Times Roll, The Music Of Louis Jordan. Selon Nick Tosches, « Jordan fut, à cette époque, celui qui contribua le plus à définir l'air du temps et à préparer les masses blanches à l'avènement du rock 'n' roll ».

## Discographie

### Principaux singles[11]
- 1939 : Doug the Jitterbug
- jan. 1942 : I'm Gonna Move To The Outskirts Of Town
- nov. 1943 : Five Guys Named Moe
- jan. 1944 : G.I. Jive / Is You Is Or Is You Ain't
- mai 1945 : Caldonia boogie
- oct. 1945 : Buzz Me
- mars 1946 : Beware
- juin 1946 : Stone Cold Dead in the Market (He Had It Coming) (avec Ella Fitzferald)
- juil. 1946 : Choo Choo Ch'boogie
- nov. 1946 : Ain't Nobody Here But Us, Chicken / Let the Good Times Roll
- fév. 1947 : Open the Door, Richard
- mai 1947 : Jack You're Dead
- sept. 1949 : Saturday Night Fish Fry
- juin 1952 : Jordan For President

### Albums
Liste exhaustive. À cette époque, les artistes enregistraient essentiellement des singles et rarement des albums complets.
- août 1946 : Louis Jordan & his Tympany Five
- mars 1948 : Louis Jordan & his Tympany Five, vol. 2
- fév. 1957 : Somebody Up There Digs Me
- jan. 1958 : Man, We're Wailing
- avr. 1958 : Come Blow Your Horn

### Disponible en CD
Voici la liste des principaux disques consacrés à Louis Jordan
- 40 Great Tracks (European import)
- Let the Good Times Roll (European import)
- Jumpin & Jivin'
- V-disc Recordings (Dutch import)
- 5 Guys Named Moe (USA or Canadian import)
- One Sided Love/sakatumi (European import)
- Five Guys Named Moe-18tr- (USA or Canadian import)
- No Moe !/16 Greatest Hits (USA or Canadian import)
- Golden Options (Dutch import)8,
- Essential Recordings (European import)
- Definitive Jumpers (Japanese import)
- Live Jive (USA or Canadian import)
- Louis & His Tympa Jordan Jukebox Hits 1942-1947 v. (European import)
- Louis & His Tympa Jordan Jukebox Hits 1947-51 v.2 (European import)
- Louis & His Tympa Jordan Saturday Night Fish Fry (European import)
- Jazz Archives 206 (Dutch import)
- Let the Good Times Roll (USA or Canadian import)
- G.i.jive (Dutch import)
- Rock 'n' Roll With (Dutch import)
- Louis/tympany 5 JordanMan Alive, It's Jumping j (European import)
- Louis Jordan, 1938-1950 (Frémeaux & Associés)